# Phenax laevigatus
Phenax laevigatus là loài thực vật có hoa trong họ Tầm ma. Loài này được Wedd. miêu tả khoa học đầu tiên năm 1854.